# Chotovice, Česká Lípa
Chotovice är en ort i Tjeckien. Den ligger i den norra delen av landet, 70 km norr om huvudstaden Prag. Chotovice ligger 304 meter över havet och antalet invånare är 141.
Terrängen runt Chotovice är platt åt sydost, men åt nordväst är den kuperad. Runt Chotovice är det ganska tätbefolkat, med 93 invånare per kvadratkilometer. Närmaste större samhälle är Česká Lípa, 6,3 km söder om Chotovice. Omgivningarna runt Chotovice är en mosaik av jordbruksmark och naturlig växtlighet.